# 澤井站
澤井站（日语：／ Sawai eki */?）是位於日本東京都青梅市澤井，屬於東日本旅客鐵道（JR東日本）青梅線的鐵路車站。車站編號為JC 68。

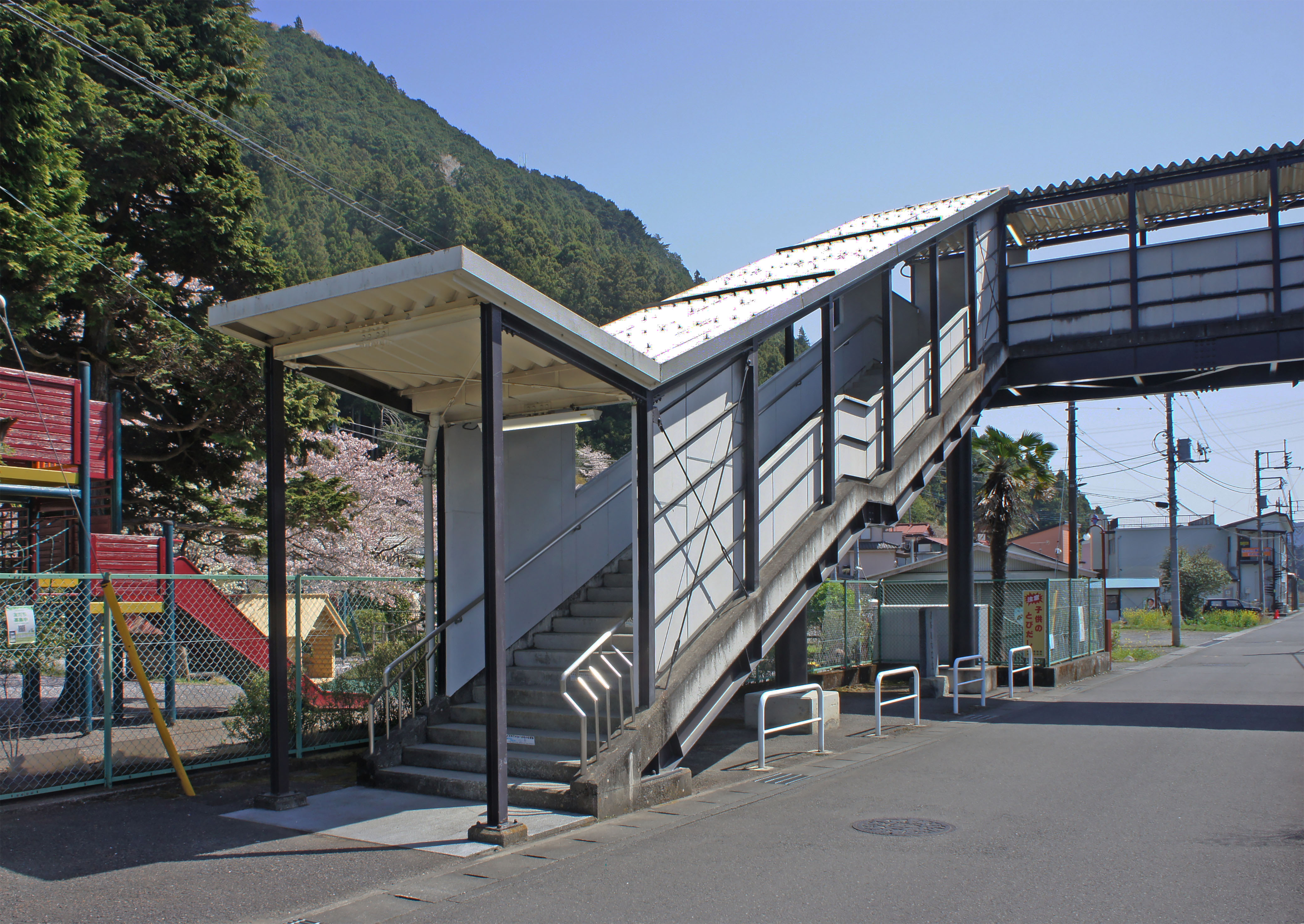
北口（2022年4月）

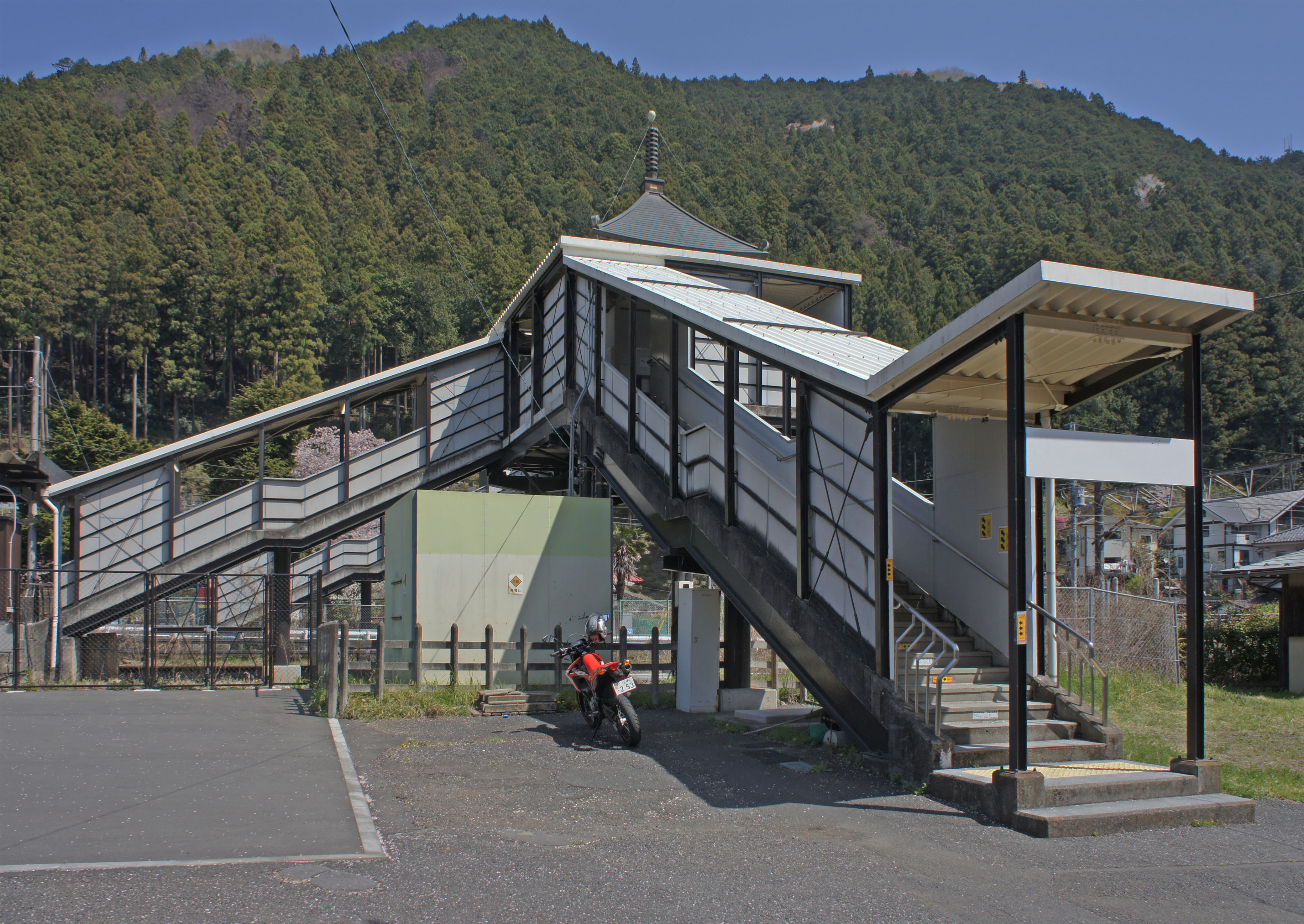
南口（2022年4月）

## 車站構造
本站為島式月台1面1線的地面車站，並設有跨站式站房。

### 月台配置
| 月台   | 路線   | 方向 | 目的地         |
| ------ | ------ | ---- | -------------- |
| 南口側 | 停用   | 停用 | 停用           |
| 北口側 | 青梅線 | 上行 | 青梅、立川方向 |
| 北口側 | 青梅線 | 下行 | 奧多摩方向     |

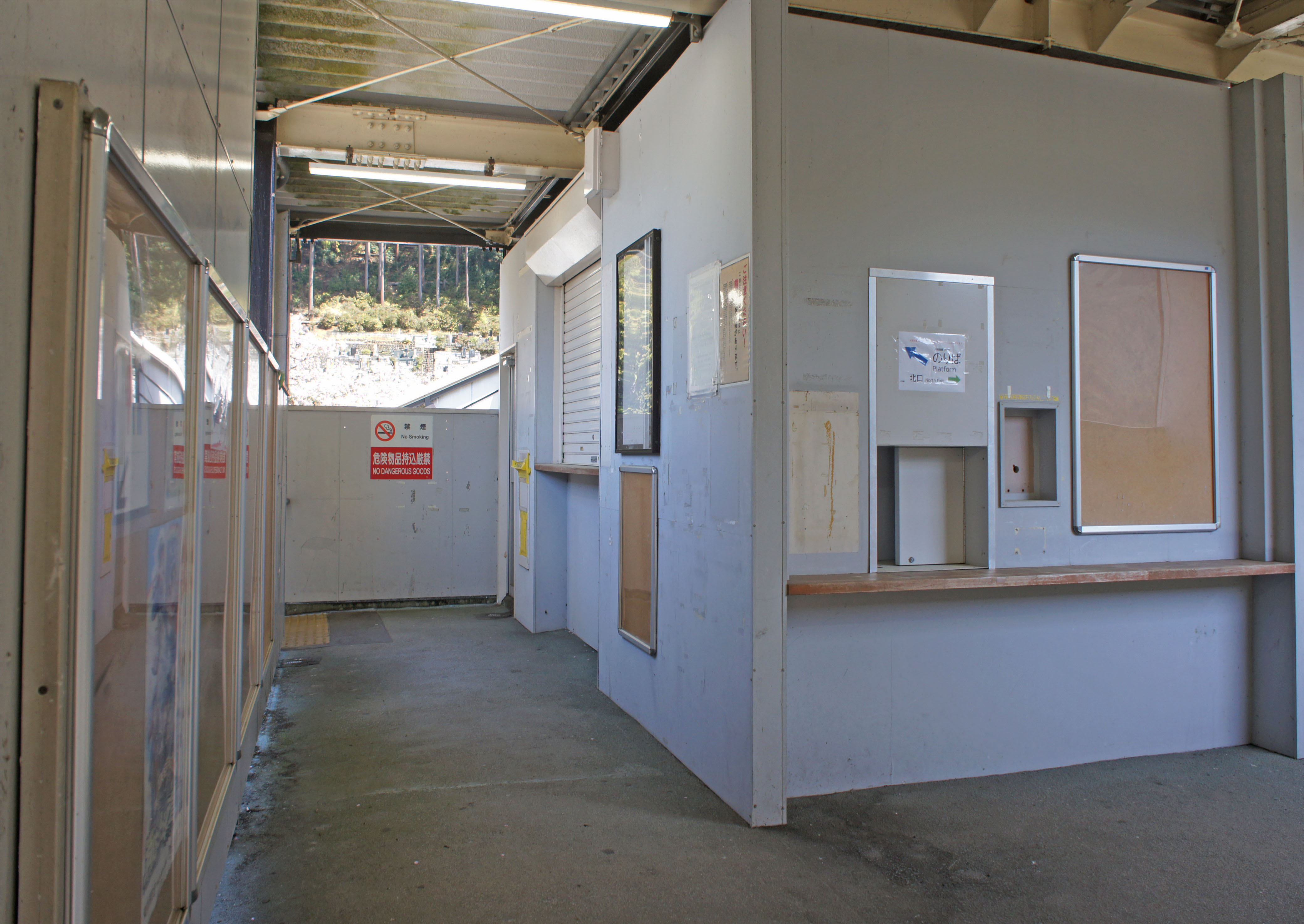
跨線天橋（2022年4月）
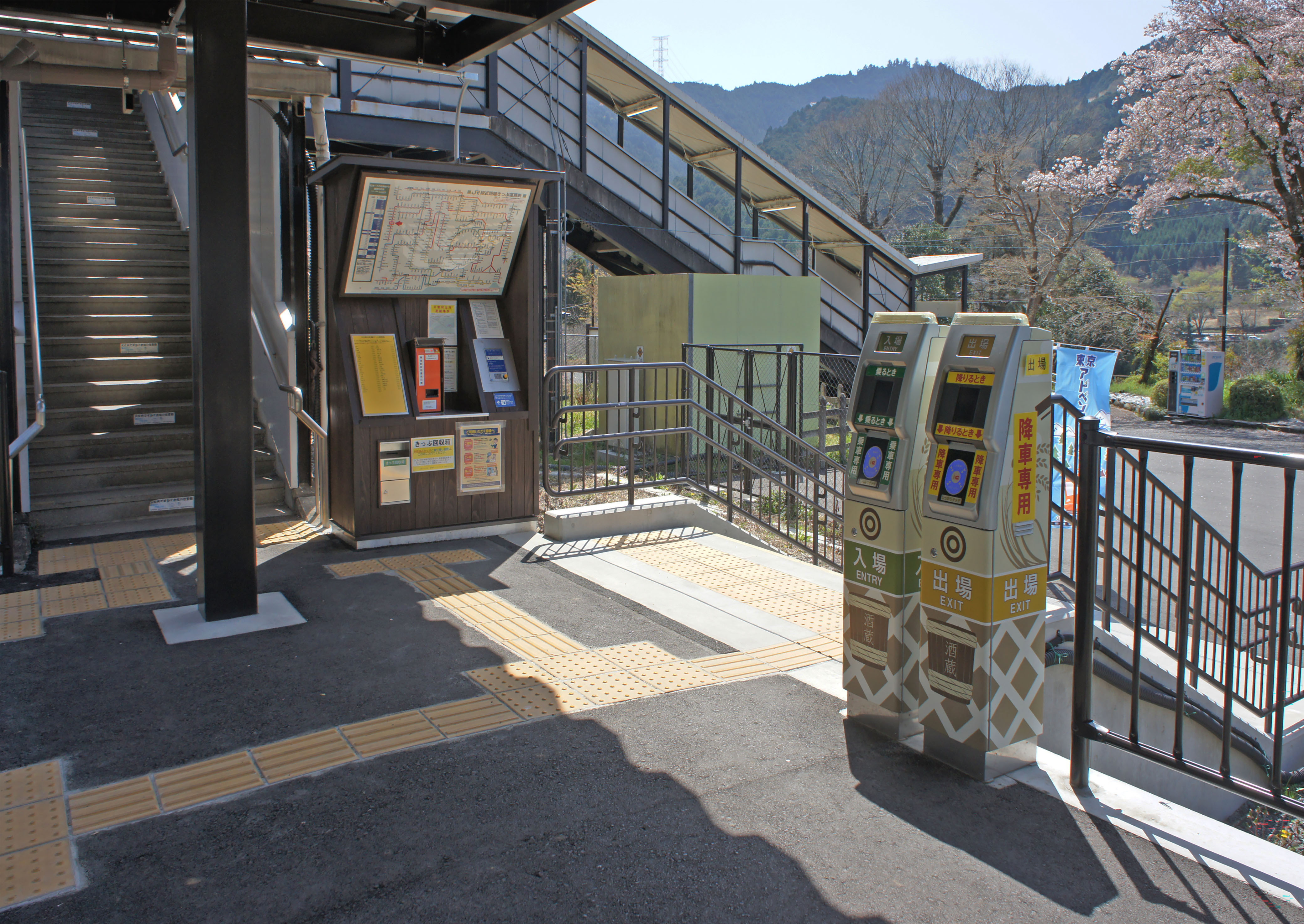
驗票口（2022年4月）
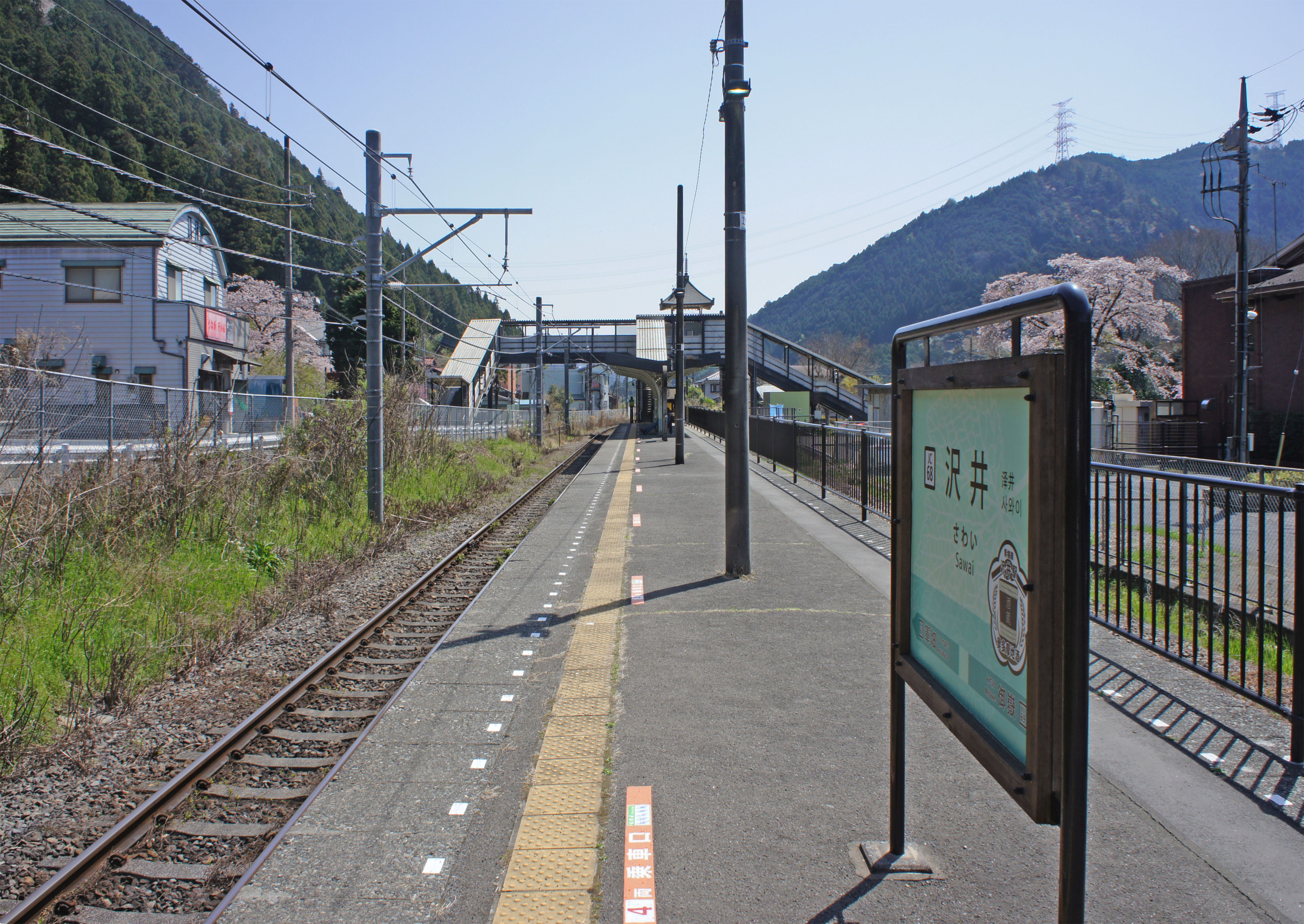
月台（2022年4月）

## 使用情況
2010年（平成22年）度的1日平均上車人次為274人。
近年的推移如下表。
| 年度               | 1日平均 上車人次 | 來源     |
| ------------------ | ---------------- | -------- |
| 1990年（平成02年） | 258              | [ * 1 ]  |
| 1991年（平成03年） | 352              | [ * 2 ]  |
| 1992年（平成04年） | 427              | [ * 3 ]  |
| 1993年（平成05年） | 433              | [ * 4 ]  |
| 1994年（平成06年） | 433              | [ * 5 ]  |
| 1995年（平成07年） | 462              | [ * 6 ]  |
| 1996年（平成08年） | 416              | [ * 7 ]  |
| 1997年（平成09年） | 382              | [ * 8 ]  |
| 1998年（平成10年） | 356              | [ * 9 ]  |
| 1999年（平成11年） | 350              | [ * 10 ] |
| 2000年（平成12年） | 326              | [ * 11 ] |
| 2001年（平成13年） | 312              | [ * 12 ] |
| 2002年（平成14年） | 301              | [ * 13 ] |
| 2003年（平成15年） | 309              | [ * 14 ] |
| 2004年（平成16年） | 307              | [ * 15 ] |
| 2005年（平成17年） | 299              | [ * 16 ] |
| 2006年（平成18年） | 296              | [ * 17 ] |
| 2007年（平成19年） | 290              | [ * 18 ] |
| 2008年（平成20年） | 296              | [ * 19 ] |
| 2009年（平成21年） | 282              | [ * 20 ] |
| 2010年（平成22年） | 274              | [ * 21 ] |

## 相鄰車站
東日本旅客鐵道（JR東日本）
 青梅線（東京探險線）
■特別快速「假日快速奧多摩」（只限週末假日）
通過
■快速（青梅線內各站停車）、■各站停車 
軍畑（JC 67）－澤井（JC 68）－御嶽（JC 69）

#### 來源
1. ↑  曽根悟（監修）. 朝日新聞出版分冊百科編集部（編集） , 编. . 週刊朝日百科. 38号 青梅線・鶴見線・南武線・五日市線. 朝日新聞出版. 2010-04-11: 10–11.
2. ↑  . 東日本旅客鉄道.   [2019-08-03]. （原始内容存档于2019-08-03）.

### 使用情況
1. ↑  東京都統計年鑑 （页面存档备份，存于） - 東京都
2. ↑  青梅市の統計 （页面存档备份，存于） - 青梅市

東京都統計年鑑
1. ↑  .   [2020-07-12]. （原始内容存档于2016-03-05）.
2. ↑  .   [2020-07-12]. （原始内容存档于2016-03-05）.
3. ↑  .   [2020-07-12]. （原始内容存档于2013-08-15）.
4. ↑  .   [2020-07-12]. （原始内容存档于2013-02-03）.
5. ↑  .   [2020-07-12]. （原始内容存档于2013-02-03）.
6. ↑  .   [2020-07-12]. （原始内容存档于2013-02-03）.
7. ↑  .   [2020-07-12]. （原始内容存档于2013-02-03）.
8. ↑  .   [2020-07-12]. （原始内容存档于2016-03-04）.
9. ↑  東京都統計年鑑（平成10年）PDF
10. ↑  東京都統計年鑑（平成11年）PDF
11. ↑  .   [2020-07-12]. （原始内容存档于2016-03-04）.
12. ↑  .   [2020-07-12]. （原始内容存档于2016-03-04）.
13. ↑  .   [2020-07-12]. （原始内容存档于2017-07-29）.
14. ↑  .   [2020-07-12]. （原始内容存档于2017-07-29）.
15. ↑  .   [2020-07-12]. （原始内容存档于2017-07-29）.
16. ↑  .   [2020-07-12]. （原始内容存档于2017-07-29）.
17. ↑  .   [2020-07-12]. （原始内容存档于2017-07-29）.
18. ↑  .   [2020-07-12]. （原始内容存档于2017-07-29）.
19. ↑  .   [2020-07-12]. （原始内容存档于2017-07-29）.
20. ↑  .   [2020-07-12]. （原始内容存档于2016-03-26）.
21. ↑  .   [2020-07-12]. （原始内容存档于2016-03-27）.

## 外部連結
- 車站資訊（澤井）：東日本旅客鐵道